# Schlossstraße 16 (Bützow)
Das Gebäude mit der postalischen Adresse Schlossstraße 16 (auch: Oertzen’sches Herrenhaus oder Oertzen’sches Haus , auch: Saubert’sches Haus) ist ein denkmalgeschützter Fachwerkbau der Barockzeit in Bützow im Landkreis Rostock, Mecklenburg. Dieses großbürgerliche Herrenhaus wurde etwa um 1788 von dem Geheimen Rat Claus Dethloff von Oertzen als Wohnsitz für dessen Familie errichtet. 

## Lage
Das Gebäude wurde giebelständig zur heutigen Hauptstraße, der Schloßstraße, und traufständig zur Zitronengasse errichtet.

## Architektur
Der Fachwerkbau in Stockwerksbauweise beeindruckte durch seine Lukarne-Architektur, markante Runddachgauben und ein Krüppelwalmdach. Das traufseitige Zwerchhaus, das mit einem Satteldach ausgestattet war, bestach durch eine zweiflügelige Portaltür sowie mehrere schlichte Doppelfenster über zwei Geschosse, die von einem Ochsenauge im Gefach gekrönt wurden. Den Dachabschluss zierte ein geschmiedeter Dachschmuck.
Zu den konstruktiven und gestalterischen Merkmalen gehörten ein umlaufender, profilierter Balken zwischen den Geschossen, die Einführung von Doppelständern zur Schaffung rhythmischer Fensterachsen sowie die Gestaltung von Segmentfenstern. Darüber entstand eine Negierung der Fachwerkstradition, um eine als wertvoller empfundene Steinarchitektur zu erhalten. Man entschied sich für die Anwendung einer monochromen Farbschlämme über die gesamte Fassade. Dadurch verschwand das einst prägende Erscheinungsbild der farblich abgesetzten Fachwerkhölzer.

## Geschichte

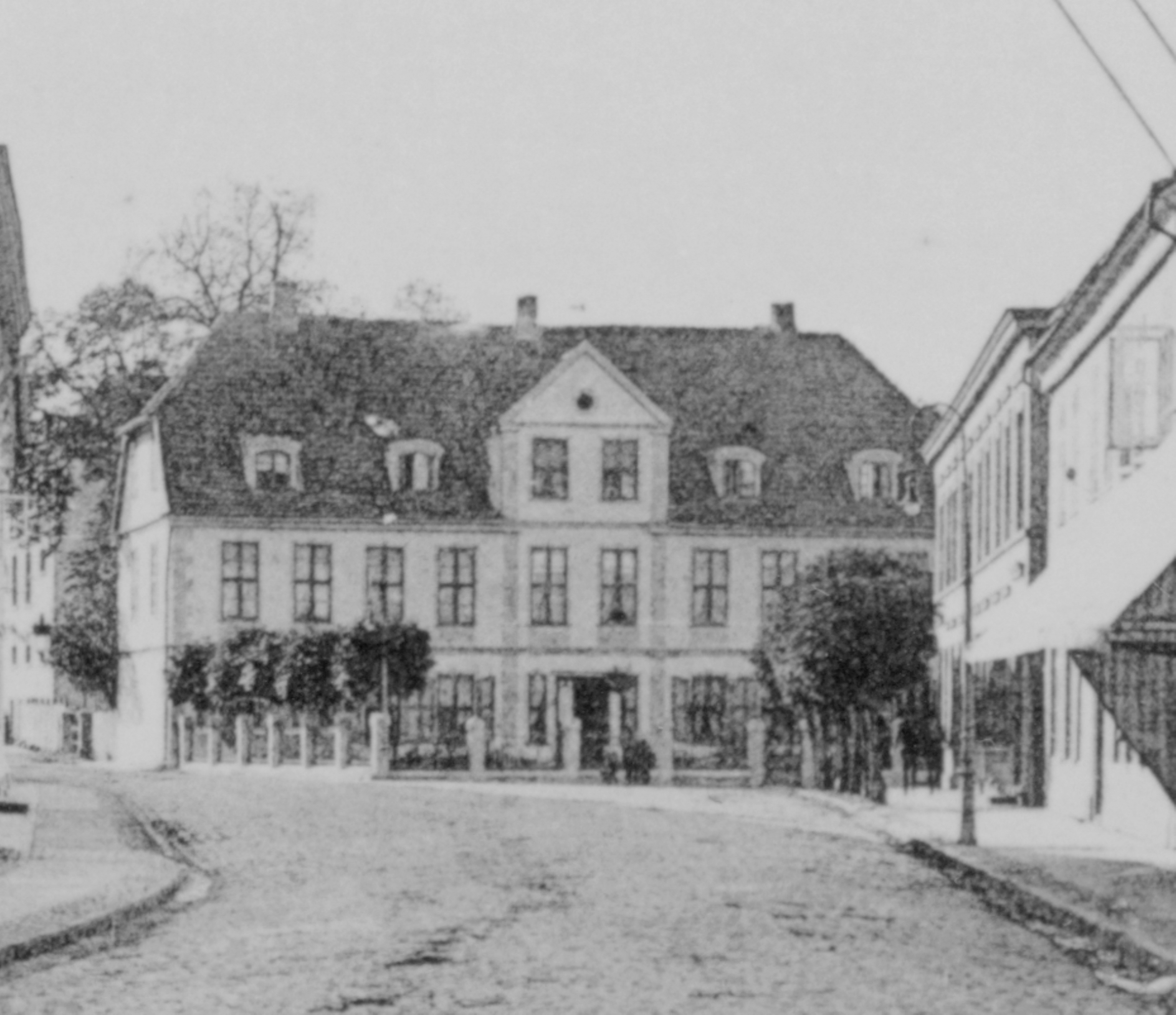
Oertzen’sche Haus um 1900

Als Verwaltungsbeamter des Domanialamtes Bützow-Rühn hatte Claus Dethloff von Oertzen ein Wohnhaus in Bützow, in dem er mit seiner Familie lebte. 1787 verkaufte er dieses Wohnhaus und erwarb ein Grundstück in der Schlossstraße, auf dem er das „Oertzen’sche Herrenhaus“ errichten ließ.
Nach dem Tod des Erbauers erwarb die Kammerherrin und Schriftstellerin Maria Sophia Christiana von Plessen das Anwesen, das bis 1870 in Familienbesitz blieb und anschließend als Wohnhaus für Beamte der Gefängnisverwaltung diente.
Zu Beginn des 20. Jahrhunderts wurde es von Kaufmann Wilhelm Petrow ausgebaut und in den 1910er-Jahren von Julius Horwitz teilweise als Geschäftsräume genutzt. In den 1920er-Jahren richteten Ernst Saubert, der Anstaltslehrer des Centralgefängnisses, und dessen Frau Edda ein Schülerinternat für Landschüler und eine Jugendherberge ein, wodurch das Gbäude als „Saubert’sches Haus“ bekannt wurde. Nach dem Ende des Zweiten Weltkriegs verließ die Familie Saubert aus Furcht vor einem Entnazifizierungsverfahren und aufgrund ihrer aktiven Mitgliedschaft in der NSDAP sowohl das Haus als auch die Stadt Bützow. 
Nach 1945 diente das Gebäude als Wohnraum für Justizangestellte. Mit der Schließung des Centralgefängnisses im Jahr 1961 gelangte das Gebäude in die kommunale Wohnungsverwaltung, die das Fachwerkhaus 1998 denkmalgerecht sanierte.